# Sygma Bank Polska

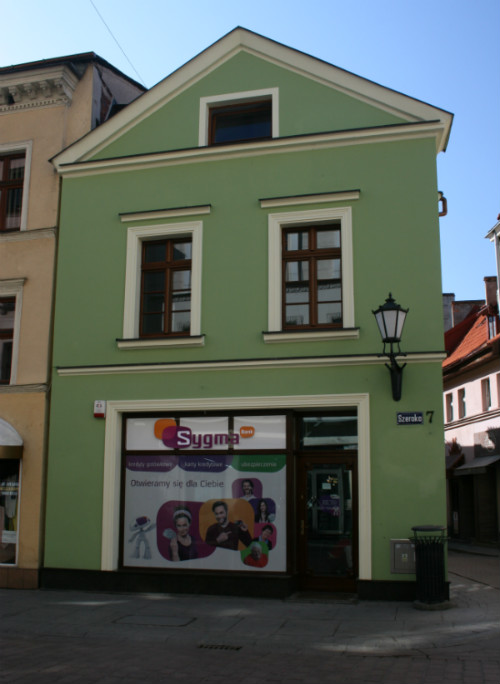
Placówka Sygma Bank w Toruniu (2013)

Sygma Bank Polska SA – bank działający w Polsce do 31 maja 2016 roku, który specjalizował się w kredytach konsumenckich, a główne linie produktów bankowych to karty kredytowe, pożyczki gotówkowe oraz kredyty ratalne, tzw. consumer finance.

## Historia
Historia Sygma Bank rozpoczęła się w 1999 r., kiedy działalność w Polsce rozpoczęła firma Finplus SA (należąca do grupy LaSer), specjalizująca się w kredytach konsumenckich oraz finansowaniu zakupów przy pomocy kart kredytowych. W 2004 r. Finplus SA podjęła decyzję o rozpoczęciu działalności w Polsce jako oddział francuskiego Sygma Banque Societe Anonyme, działając pod marką „Sygma Bank”. Produkty firmy Finplus zostały przeniesione do nowego podmiotu. 
W styczniu 2010 r. Sygma Bank przejął spółkę Cetelem Bank. Na koniec 2010 r. Sygma Bank zatrudniał w całej Polsce ponad 1800 pracowników. 6 maja 2013 r. Sygma Bank otworzył w Toruniu swoją pierwszą samodzielną placówkę.
Sygma Bank specjalizował się w usługach dla sieci detalicznych: finansowych i pozafinansowych, udzielał też kredytów ratalnych i pożyczek gotówkowych. Pod koniec 2015 r. klienci Sygma Banku posiadali 650 tys. kart kredytowych, co stawiało bank na 5 miejscu pod względem liczby wydanych kart kredytowych. Swoje usługi oferował w 138 placówkach własnych.
W sierpniu 2015 r. Sygma Banque Societe Anonyme Oddział w Polsce został przekształcony w bank krajowy o nazwie Sygma Bank Polska SA. Z początkiem grudnia 2015 r. Bank BGŻ BNP Paribas wykupił  całościowy pakiet akcji Sygma Bank Polska, ogłaszając jednocześnie zamiar likwidacji marki Sygma Bank. 
31 maja 2016 r. doszło do fuzji prawnej, na mocy którego Sygma Bank Polska został przejęty przez Bank BGŻ BNP Paribas SA, a marka Sygma Bank została zlikwidowana.